# Popowia velutina
Popowia velutina là một loài thực vật thuộc họ Annonaceae. Đây là loài đặc hữu của Malaysia bán đảo.